# Байндер, Морис
Морис Байндер (Maurice Binder, 25 августа 1925, Нью-Йорк — 4 апреля 1991, Лондон) — англо-американский специалист по дизайну титров и вступительных заставок к кинофильмам. Прославился новаторскими титрами с использованием анимации, которые под влиянием Сола Басса начиная с 1958 года разрабатывал для фильмов Стэнли Донена. С вступительных заставок Байндера начинаются все фильмы про Джеймса Бонда, снятые до самой смерти дизайнера в 1991 году, за исключением двух — «Голдфингер» и «Из России с любовью».